# Mojados
Mojados egy község Spanyolországban, Valladolid tartományban. Mojados Megeces, Alcazarén, Matapozuelos, Valdestillas, La Pedraja de Portillo és Aldea de San Miguel községekkel határos. Lakosainak száma 3393 fő (2024).

## Turizmus, látnivalók
A községben több figyelmet érdemlő épület található. Az egyik ilyen a községháza, amely eredetileg 1893-ban épült, a tornyán látható órát a Santamaría-templom tornyáról helyezték át. A három főbejárattal rendelkező épületben iskola is működött: a bal oldali bejárat a fiúk, a jobb oldali a lányok iskolájába vezetett. Az építmény 1956. március 23-án egy tűzvészben szinte teljesen megsemmisült, bár kőfalai megmaradtak, így a következő évben újjá tudták építeni, igaz, nem eredeti formájában.
Jóval régebben, a 15. század végén épült a mai Santa María téren álló Casa del Conde Patilla (Patilla gróf háza) nevű lakóház, a 17. században pedig a barokk stílusú Nuestra Señora de Luguillas-remetekápolna, amelynek jellegzetessége a harangot is tartalmazó toronyszerű falmeghosszabbítás és a belső freskók.

## Népesség
A település népessége az utóbbi években az alábbiak szerint változott:
| Lakosok száma | 2697 | 2959 | 3221 | 3351 | 3295 | 3184 | 3243 | 3210 | 3312 | 3393 |
|               | 2001 | 2004 | 2007 | 2009 | 2012 | 2014 | 2017 | 2019 | 2022 | 2024 |